# Iterabilitás
Az iterabilitás először Derrida Searle-lel folytatott vitájában bukkan fel, melyet a latin iter ’ismétel’, a szanszkrit itara ’másik, különböző’ szóból származtatható kifejezésből alkot meg. Legegyszerűbben a nem ugyanaz ismétlődéseként, nem ugyanúgy megismétlésként fordítható, melyben egyesül francia répétition és altérité. Evidens módon az aláírás kérdéskörénél találkozunk vele, ahol Derrida Gadamerrel folytatott vitájában a fix tulajdonnévtől elváló aláírás autoritása – legyen szó akár ellenjegyzésről is – éppen abból fakad, hogy soha nem ugyanúgy szembesülünk vele.
Bár a fogalom a hetvenes évek Derridájánál már jelen van, kulcsfontosságúvá mégis a későbbi, a pszichoanalízisről és az archívumról gondolkodó dekonstruktőr munkásságában válik.

## A fogalom előzményei
Habár Derrida legkorábbi filozófiai forrásaként Kierkegaard-t nevezhetnénk meg, és Nietzsche tana az örök visszatérésről is közrejátszhatott a fogalom születésében, legmarkánsabb hatást minden bizonnyal Freud ismétlési kényszere jelentette. A Wiederholnugszwang két fordításban is él a francia nyelvben, az egyik a « compulsion de répétition », a másik az « automatisme de répétition », így Derrida kihasználva mind a kényszer sorsszerűséghez és eseményszerűséghez való kapcsolatát, mind pedig az automatizmus gépi (machine) konnotációit alkalmazta életművében. Freudnál az ismétlési kényszer a híres fort-da játékmechanizmusában tűnik fel, mely jelenlét és távollét, meglét és hiány dichotómiáját hivatott demonstrálni. Freud tárgyú írásaiban Derrida a nyom (trace) sajátos spacio-temporális viszonyainak bemutatására használta fel. Így a freudi archívum vizsgálatában a jelen véset általi kettéosztottságát az archiválás során múlt (passé) és a jövő (avenir) egymáshoz történő folytonos eltolódásával (a différance egyik jelentése) állítja elő. A freudi determinizmusban rejlő véletlenszerűség kalkulálhatatlanságára mutat rá, kísérletet téve a reprezentációnak és a megnevezhetőségnek ellenálló megragadására. Derridánál tehát már nemcsak jelenlét és távollét, hanem sokkal inkább a fogalmilag rögzíthetetlent, az időben egyértelműen nem lehorgonyozhatót képviseli az iterabilitás, és ebben a tekintetben Heidegger hatása is egyértelművé válik, ahogy a différance fogalma Derrida Heidegger olvasatainak eredménye, úgy az iterabilitás mind a léttörténetről (die Seinsgeschichte), mind pedig az egylényegűség és különbözőség kapcsolatáról gondolkodó Heideggernek szólhat hommage-ként.

## Rokonfogalmak, a fogalom utóélete
Az iterabilitás parallelizmusait megtalálhatjuk a hermeneutikában, így Gadamer totális közvetítése rokonítható vele, ahol egy mű előállítása soha nem ugyanúgy történik meg. A Derrida-tanítványok körében teljesedett ki ontológiai horizontja, így a posztkoloniális gondolkodásban és a feminizmusban a másság elismerése, a norma rögzítésének lehetetlensége áll a középpontban, míg Lacoue-Labarthe és Nancy gondolkodásában az esemény sajátos tulajdonságává vált az iterabilitás. Ez utóbbi a magyarországi traumakutatás és kultúratudományi vizsgálatokban is megjelenik, illetve az olvasás nyújtotta esztétikai tapasztalat megragadhatóságának egyik eminens jelenkori kérdésirányaként is szolgál.